# Ouderkerkerplas
Der Ouderkerkerplas ist ein Baggersee in der niederländischen Gemeinde Ouder-Amstel, südöstlich der Ortschaft Ouderkerk aan de Amstel und südwestlich des Amsterdamer Stadtteils Zuidoost gelegen. Östlich grenzt der Rijksweg A2, südlich der Rijksweg A9 an das 75 ha große Gewässer, das von einem etwa gleich großen Naherholungs- und Naturschutzgebiet umschlossen wird.

## Beschreibung
Der See entstand in den 1960er Jahren in den damaligen Holendrechter- und Bullewijkerpoldern zum Abbau von Sand, den man für den Bau der Autobahntrasse des Rijksweg A9 benötigte. Zunächst musste eine mehr als zehn Meter dicke Schicht aus Moorboden und Ton abgetragen werden, anschließend wurde bis zu einer Tiefe von 45 Metern Sand abgebaut. Später diente das Gewässer zeitweise als Deponie für Betonabfall. Der ursprüngliche Plan, einen großen Teil des Sees für die Trasse eines weiteren Autobahnanschlusses mit Bauschutt zu füllen, wurde auf Druck der Gemeinde Ouder-Amstel wieder aufgegeben.
Der See ist heute Teil des Naherholungsgebietes Groengebied Amstelland, einem Gemeinschaftsprojekt der Provinz Nordholland sowie der Gemeinden Amstelveen, Amsterdam, Diemen und Ouder-Amstel. Der Ouderkerkerplas wird zum Baden, Surfen und Tauchen genutzt. Am Ufer befinden sich neben dem Strand und dem Wassersportverein Ouderkerkerplas (WVOP) zahlreiche Fuß- und Radwege sowie ein Reitpfad, Grill-, Picknick- und Spielplätze. Jährlich besuchen etwa 500.000 Erholungssuchende das Gewässer.
Daneben ist das Gewässer Lebensraum zahlreicher Vogelarten, darunter Uferschnepfen, Uferschwalben, Schnatter-, Pfeif-, Reiher- und Löffelenten, die hier brüten oder sich zum Überwintern ansiedeln. Da von der etwa 30 km entfernten Nordsee Salzwasser in den verhältnismäßig tiefen Grundwassersee strömt, bildet sich im Winter auf dem Brackwasser nur selten eine geschlossene Eisdecke. Außerhalb der Schilfzone wachsen unter anderem Pechnelken, das Übersehene Knabenkraut und Klappertöpfe.
Der Wasserspiegel des Sees wird durch Pumpwerke auf vier Meter unter dem Amsterdamer Pegel (NAP) gehalten. Im Fall eines Hochwassers kann der See über den Fluss Bullewijk, der normalerweise zur Entwässerung des Sees genutzt wird, um 60 cm auf 3,40 Meter unter NAP geflutet werden. Das zusätzliche Fassungsvermögen des Sees beträgt etwa ½ Million Kubikmeter Wasser. Die angrenzenden Polder können zusätzlich etwa die gleiche Menge Wasser aufnehmen.

## WindkraftanlageDe Amstelvogel

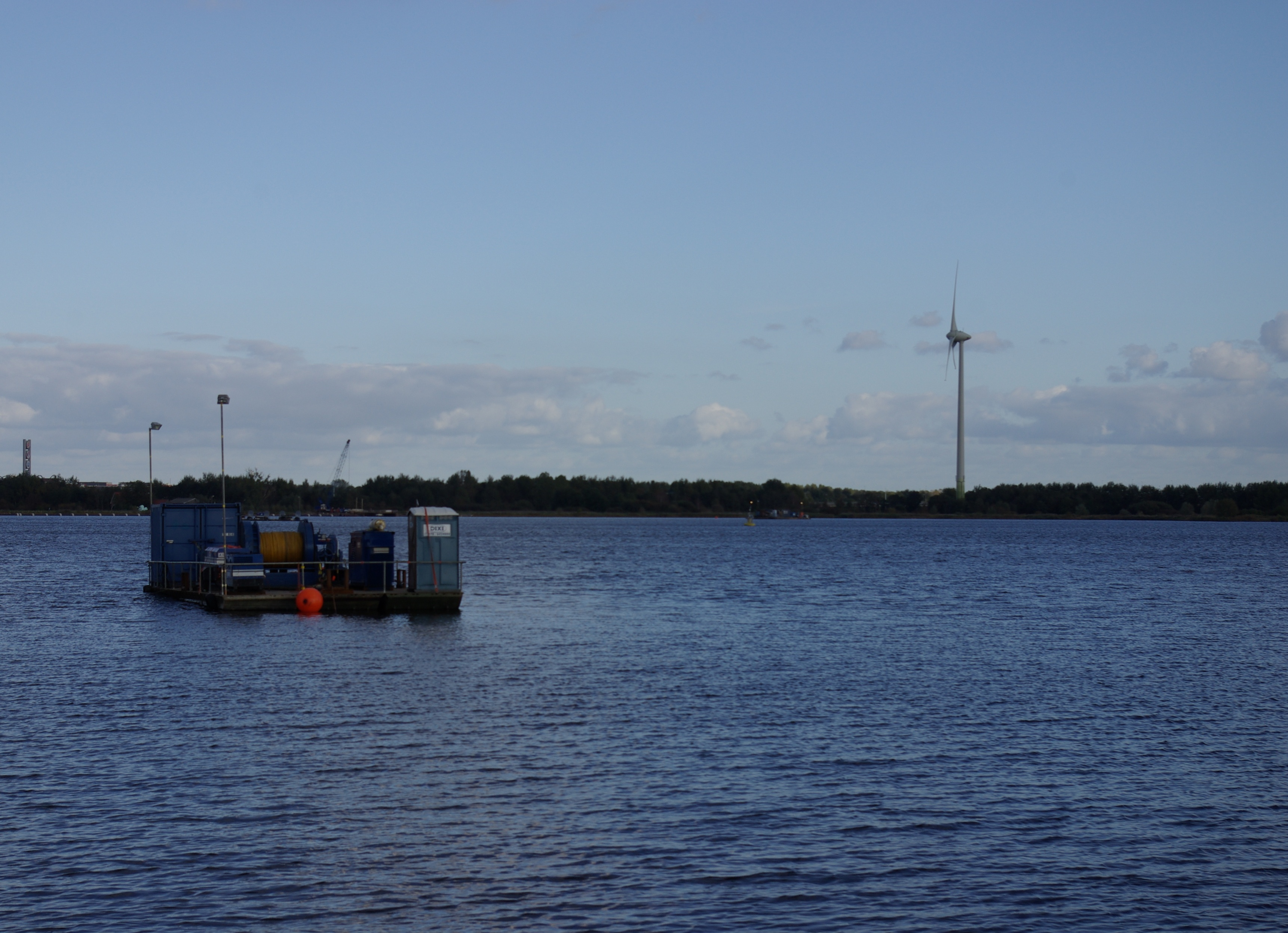
Arbeitsplattform zur Installation der Anlage zur Kältegewinnung, im Hintergrund die Windkraftanlage De Amstelvogel, 2009

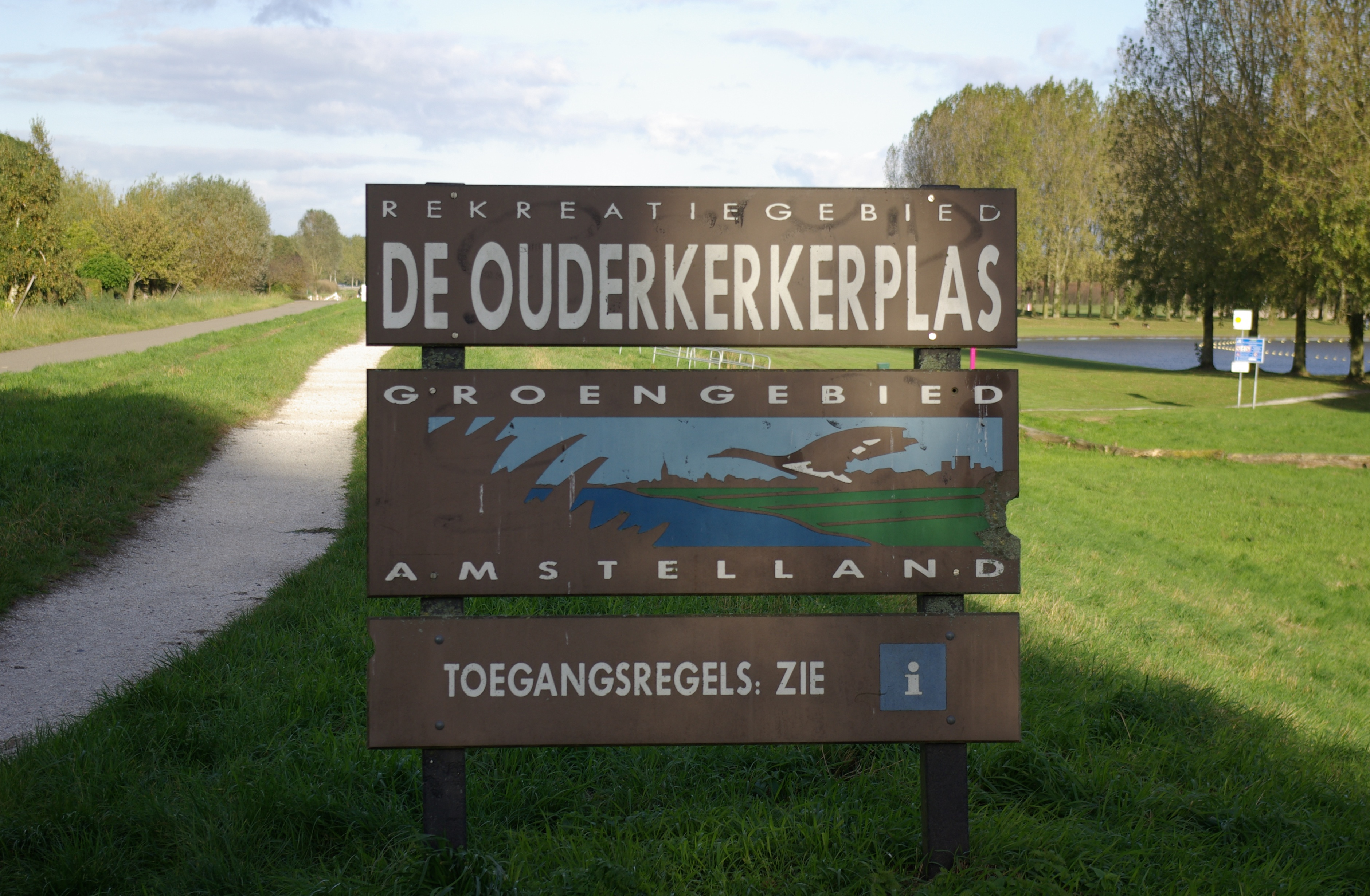
Am Ouderkerkerplas, 2009

Seit 5. November 2005 ist die weithin sichtbare Windkraftanlage De Amstelvogel am südöstlichen Ufer des Ouderkerkerplas in Betrieb. Technische Daten:
- Betreiber: Coöperatie De Windvogel
- Typ: Enercon E-70
- Elektrische Leistung: 2000 kW Nennleistung
- Errechneter Jahresertrag: 4.091.175 kWh
- Tatsächlicher Jahresertrag: 4.190.214 kWh
- Rotordurchmesser: 71 m
- Nabenhöhe: 85 m

## Kältegewinnung
Das Energieunternehmen Nuon installierte in den Jahren 2009 und 2010 ca. 15 Meter unter der Wasseroberfläche eine Anlage zur Kältegewinnung für Klimaanlagen von Bürogebäuden in Amsterdam-Zuidoost. Die Anlage hat eine Leistung von 60 MW.